# Dagmar Pecková
Dagmar Pecková, née le 4 avril 1961 à Chrudim, est une chanteuse d'opéra mezzo-soprano tchèque.

## Biographie
Elle est diplômée du Conservatoire de Prague. Après deux ans au Dresden Opera Studio en 1987, elle est acceptée comme soliste le Semperoper. Un an plus tard, elle devient soliste à la Staatsoper Unter den Linden de Berlin. Elle s'est également produite sur plusieurs autres scènes mondiales importantes (Stuttgart, Genève, Munich, San Francisco, Paris, etc.), dont le London Royal Opera House Covent Garden. Elle a réalisé plusieurs enregistrements pour Supraphon, dont un album d'airs de Mozart, des chansons de Leoš Janáček et Gustav Mahler.